# Елизабет фон Брегенц
Елизабет фон Брегенц (на немски: Elisabeth von Bregenz, * 1152, † сл. 1 април 1216) е графиня от Брегенц и чрез женитба пфалцграфиня на Тюбинген.

## Произход и наследство
Тя е единствената дъщеря и наследничка на граф Рудолф I фон Брегенц († април 1160) и втората му съпруга Вулфхилд Баварска († сл. 1156), дъщеря на херцог Хайнрих IX Баварски, наричан „Черния“ от род Велфи. Тя е близка роднина на император Фридрих I Барбароса († 1190).
Елизабет наследява Брегенц и Монтфорт и други собствености в Куреция (Raetia prima), Тетнанг и Зигмаринген.

## Фамилия
Елизабет фон Брегенц се омъжва преди 1 май 1571 г. за Хуго II (1115 – 1182), пфалцграф на Тюбинген. През 1171 г. двамата основават манастир Мархтал. Те имат децата:
- Хайнрих, граф
- Рудолф I пфалцграф на Тюбинген († сл. 1 април 1219) ∞ Матилда фон Глайберг
- Буркард (ок. 1180)
- Хуго I, граф на Брегенц и Монтфорт († 12 март 1230/34) ∞ Матилда фон Ешенбах-Шнабелбург